# استیو ویکس
 استیو ویکس  (به انگلیسی: Steve Wicks) (زاده ۳ اکتبر ۱۹۵۶ - ریدینگ) بازیکن سابق فوتبال اهل انگلستان است. وی سابقه عضویت در باشگاه چلسی و کویینز پارک رنجرز را دارد.